# Stanghelle
Stanghelle is een plaats in de Noorse gemeente Vaksdal, provincie Vestland. Stanghelle telt 755 inwoners (2007) en heeft een oppervlakte van 0,59 km².